# Delphinium iris
Delphinium iris är en ranunkelväxtart som beskrevs av Harslan och Kit Tan. Delphinium iris ingår i släktet storriddarsporrar, och familjen ranunkelväxter. Inga underarter finns listade i Catalogue of Life.